# جام باشگاه‌های تهران ۱۳۶۵
جام باشگاه‌های تهران ۱۳۶۵ دوره‌ای از مسابقات جام باشگاه‌های تهران بود که در سال ۱۳۶۵ برگزار شد و با قهرمانی پرسپولیس به پایان رسید.
این دوره از بازیها از اواسط اسفند سال ۱۳۶۴ شروع شد و در اواخر خرداد ۱۳۶۵ با برگزاری بازی فینال به پایان رسید
مسابقات قهرمانی باشگاه‌های تهران در سال ۱۳۶۵ با شرکت ۱۸ تیم در دو گروه ۹ تیمی برگزار گردید که تیم‌های شاهین و استقلال از گروه اول و تیمهای پرسپولیس و پاس از گروه دوم به مرحله نیمه نهایی راه یافتند. در این مرحله پرسپولیس بر استقلال غلبه کرد و شاهین از سد پاس گذشت و دو تیم پرسپولیس و شاهین به دیدار فینال رسیدند که در بازی پایانی تیم پرسپولیس با نتیجه ۱ بر ۰ برنده شد و جام قهرمانی را کسب کرد. در بازی رده‌بندی نیز تیم استقلال با نتیجه ۲ بر ۰ تیم پاس را شکست داد و در جایگاه سومی قرار گرفت.
منبع

## جدول رده‌بندی

### گروه اول
| رتبه | باشگاه     | بازی | برد | مساوی | باخت | گل‌زده | گل‌خورده | امتیاز |
| ---- | ---------- | ---- | --- | ----- | ---- | ----- | ------- | ------ |
| ۱    | شاهین      | ۸    | ۶   | ۲     | ۰    | ۱۷    | ۴       | ۱۴     |
| ۲    | استقلال    | ۸    | ۵   | ۳     | ۰    | ۱۲    | ۵       | ۱۳     |
| ۳    | اکباتان    | ۸    | ۳   | ۴     | ۱    | ۹     | ۷       | ۱۰     |
| ۴    | ستاد مشترک | ۸    | ۳   | ۱     | ۴    | ۴     | ۱۱      | ۷      |
| ۵    | نفت        | ۸    | ۳   | ۰     | ۵    | ۹     | ۸       | ۶      |
| ۶    | راه‌آهن     | ۸    | ۲   | ۲     | ۴    | ۸     | ۱۰      | ۶      |
| ۷    | گسترش      | ۸    | ۱   | ۴     | ۳    | ۵     | ۹       | ۶      |
| ۸    | پتروشیمی   | ۸    | ۱   | ۴     | ۳    | ۵     | ۱۱      | ۶      |
| ۹    | برق        | ۸    | ۱   | ۳     | ۴    | ۶     | ۹       | ۵      |

منبع

### گروه دوم
| رتبه | باشگاه      | بازی | برد | مساوی | باخت | گل‌زده | گل‌خورده | امتیاز |
| ---- | ----------- | ---- | --- | ----- | ---- | ----- | ------- | ------ |
| ۱    | پرسپولیس    | ۸    | ۶   | ۲     | ۰    | ۱۶    | ۴       | ۱۴     |
| ۲    | پاس         | ۸    | ۳   | ۴     | ۱    | ۹     | ۳       | ۱۰     |
| ۳    | هما         | ۸    | ۴   | ۲     | ۲    | ۸     | ۶       | ۱۰     |
| ۴    | نیروی هوایی | ۸    | ۲   | ۴     | ۲    | ۵     | ۶       | ۸      |
| ۵    | بانک ملی    | ۸    | ۱   | ۶     | ۱    | ۵     | ۶       | ۸      |
| ۶    | دارایی      | ۸    | ۱   | ۴     | ۳    | ۵     | ۸       | ۶      |
| ۷    | وحدت        | ۸    | ۱   | ۴     | ۳    | ۴     | ۷       | ۶      |
| ۸    | نیروی زمینی | ۸    | ۲   | ۱     | ۵    | ۷     | ۱۲      | ۵      |
| ۹    | پیام        | ۸    | ۱   | ۳     | ۴    | ۳     | ۱۰      | ۵      |

منبع

## گلزنان برتر
| # |                | تعداد گل | تیم      |
| - | -------------- | -------- | -------- |
| ۱ | فرشاد پیوس     | ۷        | پرسپولیس |
| ۲ | ناصر محمدخانی  | ۶        | پرسپولیس |
| ۳ | کریم باوی      | ۵        | شاهین    |
| ۴ | مرتضی یکه      | ۴        | شاهین    |
| ۴ | حمید علیدوستی  | ۴        | هما      |
| ۴ | مصطفی باباخانی | ۴        | برق      |

منبع

## بازیهای نهایی

### نیمه نهایی
|  | پاس | ۰–۲ | شاهین | ورزشگاه شیرودی |

### فینال
منبع